# 針谷乳業
針谷乳業株式会社（はりがいにゅうぎょう）は栃木県宇都宮市に本拠を置く、乳製品の製造を専門に行う企業である。牛乳の他に乳飲料、ヨーグルト、デザートなど幅広い食品の製造を行っている。

## 沿革
- 1907年 - 針谷亀吉が牛乳の処理販売業を開始する。
- 1922年 - 針谷正二、「新生舎」のブランドで販売する。
- 1936年 - 宇都宮市戸祭町（旧）に牛乳処理工場を建設。
- 1944年 - 戦争激化により宇都宮市全体の企業合同となる。
- 1945年 - 宇都宮市東宝木町に牧場地を移転する。
- 1948年 - 牛乳処理工場を建設。
- 1952年 - 学校給食牛乳の開始。
- 1972年 - 針谷正が法人組織 針谷乳業株式会社を設立。
- 1973年 - プリン、ヨーグルト等のデザート類の発売。
- 1987年 - 1,000ml紙パック牛乳等の自動ラインの増設。
- 2001年 - 針谷享が代表取締役となる。
- 2009年 - 園遊会に出席。
- 2012年 - 資本金を2,000万円に増資。

## 自社ブランド商品
- 3.6牛乳
- 栃木県産酪農牛乳
- 岩手北上牛乳
- 岩手北上低脂肪牛乳
- 八溝山渓3.7牛乳（低温殺菌）
- 北の牧場（成分調整牛乳）
- すっきり低脂肪（乳飲料）
- おいしいレモン
- おいしいメロン
- コーヒー
- オレンジ
- アップル
- 生乳仕立ヨーグルト
- 栃木県産とちおとめヨーグルト
- プリン
- 岩手純生クリーム
- オレンジゼリー
- カフェゼリー